# Ben Granfelt

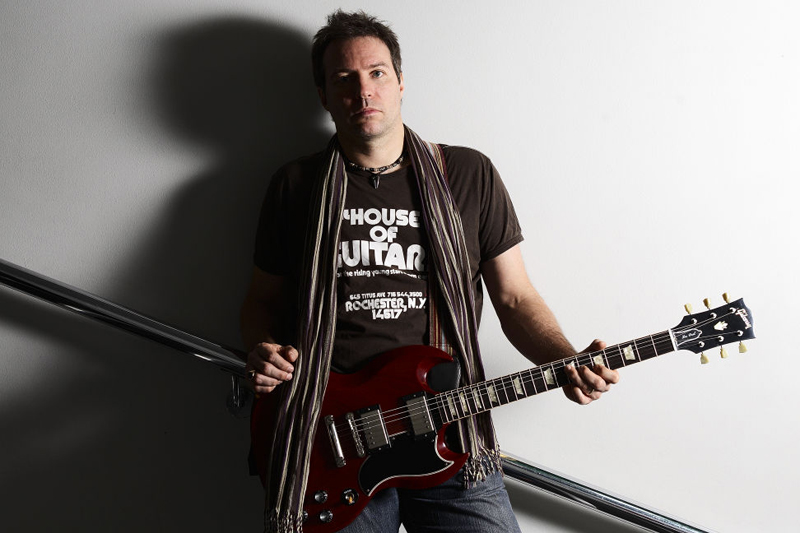
Ben Granfelt

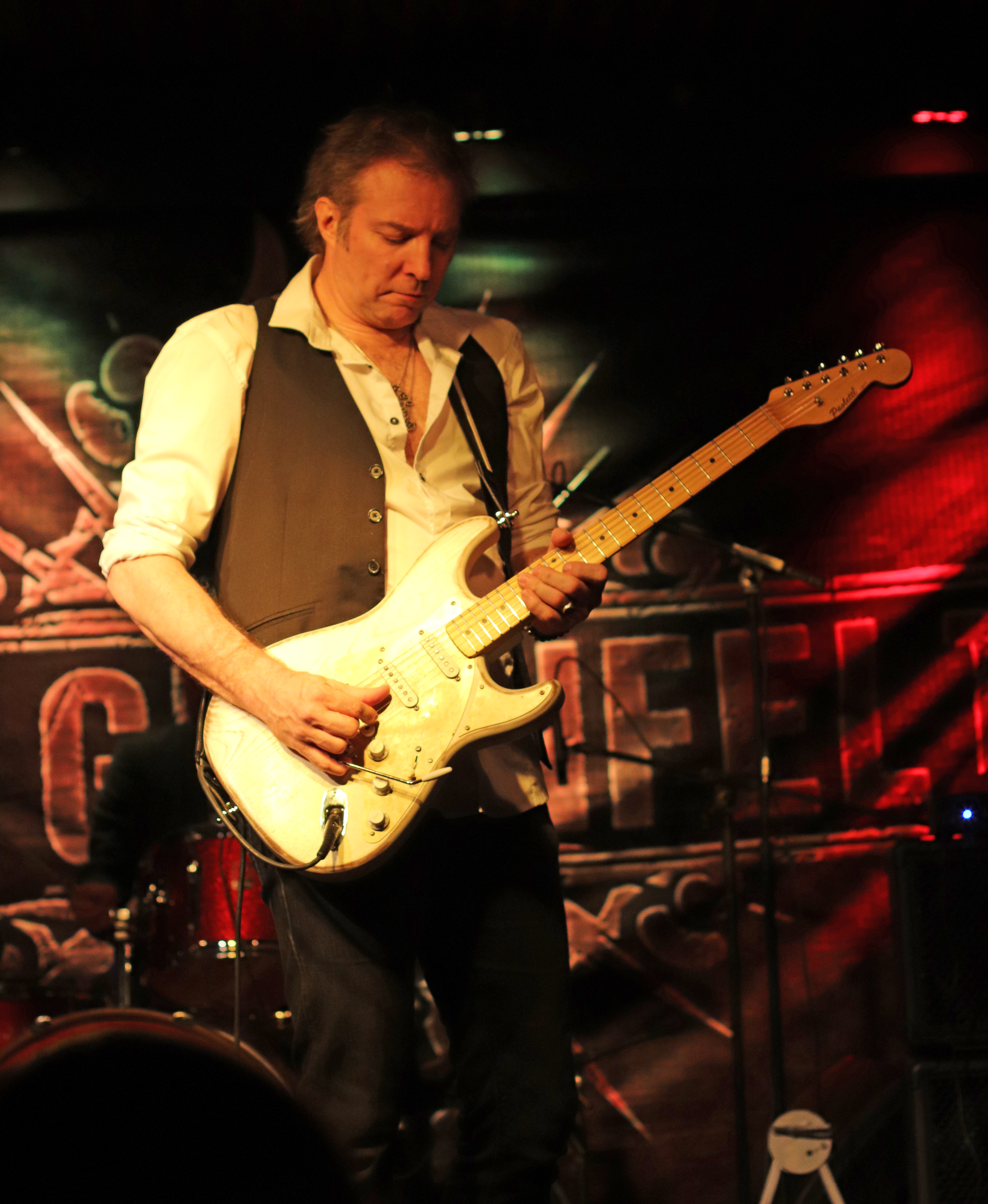
Granfelt bei einem Konzert in der Fürther Kofferfabrik 2018

Ben Granfelt (* 16. Juni 1963) ist ein finnischer Gitarrist und Sänger. Er war von 2001 bis 2004 Mitglied bei Wishbone Ash, hat sich aber auch mit der von ihm geleiteten Ben Granfelt Band einen Namen als Rockmusiker gemacht.

## Musikkarriere
Für einige Jahre spielte Granfelt in der Band Gringos Locos, bei der auch der heutige Schlagzeuger seiner Ben Granfelt Band, Miri Miettinen, tätig war. Nach drei mit ihm erschienenen Gringos Locos-Alben wurde Ben Granfelt Mitglied bei den Leningrad Cowboys. Mit diesen trat er in über 20 Ländern auf, inklusive Japan und Australien. 1993 spielten sie in Helsinki vor einem Auditorium von 70.000 Menschen „The Total Balalaika Show“. Granfelt schrieb auch die meisten originalen Leningrad-Cowboys-Songs.
Parallel zu den Leningrad Cowboys veröffentlichte Ben Granfelt weitere Alben unter seinem eigenen Namen oder als Mitglied der Guitar Slingers.
Von 2001 bis 2004 war Ben Granfelt Mitglied bei Wishbone Ash, mit denen er das Album Bona Fide aufnahm. In dieser Zeit ruhten seine sonstigen Projekte, da Wishbone Ash zahlreiche Tourneen absolvierten. Er verließ die Band im Jahr 2004, weil er sich wieder seiner eigenen Band widmen wollte. Der Finne Muddy Manninen ersetzte ihn bei Wishbone Ash.
In der Ben Granfelt Band spielte außer ihm und Schlagzeuger Miettinen lange Zeit der Bassist Harri Rantanen, der durch den heutigen Bassisten John Vihervä. ersetzt wurde. Seit Januar 2008 hat Ben Granfelt sein Trio um den Keyboarder Kasper Mårtenson zum Quartett ergänzt.
Seit 2011 ist er Mitglied der finnischen Band Los Bastardos Finlandeses.

## Diskografie (inklusive Videos und DVDs)
| CD-Titel                                 | Künstler                  | Erscheinungsjahr |
| Gringos Locos                            | Gringos Locos             | 1987             |
| Punch Drunk                              | Gringos Locos             | 1989             |
| Raw Deal                                 | Gringos Locos             | 1991             |
| We cum from Brooklyn                     | Leningrad Cowboys         | 1992             |
| The Helsinki Concert                     | Leningrad Cowboys         | 1993             |
| Live in Prowinzz                         | Leningrad Cowboys         | 1993             |
| Happy Together                           | Leningrad Cowboys         | 1994             |
| Guitar Slingers                          | Guitar Slingers           | 1994             |
| The Truth                                | Ben Granfelt Band         | 1994             |
| Go Space                                 | Leningrad Cowboys         | 1996             |
| Song and Dance                           | Guitar Slingers           | 1996             |
| Radio Friendly                           | Ben Granfelt Band         | 1996             |
| LIVE                                     | Ben Granfelt Band         | 1997             |
| That Little Something                    | Guitar Slingers           | 1998             |
| Guitar Slingers (Double-CD)              | Guitar Slingers           | 1998             |
| E.G.O                                    | Ben Granfelt Band         | 1999             |
| Live at the Sheperds Bush Empire (video) | Ben Granfelt Band         | 2001             |
| All I want to Be                         | Ben Granfelt Band         | 2001             |
| Bona Fide                                | Wishbone Ash              | 2002             |
| Live in London and Beyond                | Wishbone Ash              | 2003             |
| The Past Experience 1994–2004            | Ben Granfelt Band         | 2004             |
| Phoenix Rising (DVD)                     | Wishbone Ash              | 2004             |
| Live Experience                          | Ben Granfelt              | 2006             |
| The Sum of Memories                      | Ben Granfelt              | 2006             |
| Notes From The Road                      | Ben Granfelt              | 2007             |
| Kaleidoscope                             | Ben Granfelt Band         | 2009             |
| Saved By Rock’n Roll                     | Los Bastardos Finlandeses | 2011             |
| Melodic Relief                           | Ben Granfelt              | 2012             |
| Day Of The Dead                          | Los Bastardos Finlandeses | 2013             |
| Handmade                                 | Ben Granfelt Band         | 2014             |
| BMF Ball                                 | Los Bastardos Finlandeses | 2015             |
| Another Day                              | Ben Granfelt              | 2016             |
| Strat-O-Sphere                           | Blug, Granfelt & Engelien | 2024             |
| It's Personal                            | Ben Granfelt              | 2025             |